# Dom Planika pod Triglavem
Dom Planika pod Triglavem (słoweń. Dom Planika pod Triglavom) – schronisko turystyczne, które leży na płaskowyżu Ledine pod południową ścianą Triglava. Pierwsze schronisko, zwane „Triglavską świątynią” (Triglavski tempelj), zostało wybudowane już 18 września 1871. W 1877 wybudowało na tym miejscu Niemiecko-Austriackie Towarzystwo Górskie (niem. Deutscher und Österreichischer Alpenverein, DÖAV) nowe Schronisko Marii Teresy. 13 sierpnia 1911 został wybudowany obok schroniska Dom Marii Teresy. Po I wojnie światowej dom przejęło Słoweńskie Towarzystwo Górskie (Slovensko planinsko društvo, SPD) i przemianowało go na Dom Aleksandra (Aleksandrov dom). Schronisko zaś zostało zamienione na strażnicę graniczną. W 1945, kiedy przejęło je w zarząd PD (Towarzystwo Górskie) Gorje, dom otrzymał współczesną nazwę. W 1987 zburzono koszary, na ich fundamentach zaś 19 sierpnia 1992 wybudowano większą przybudówkę, którą uroczyście otwarto i poświęcono 19 sierpnia 1992. W 1993 pojawił się zasięg komórkowy.
Schronisko jest otwarte od końca czerwca do końca września. W dwóch pomieszczeniach dla gości jest 80 miejsc, kontuar; na ławkach koło schroniska jest 40 siedzeń; w 10 pokojach są 82 łóżka, w dwóch wspólnych noclegowniach zaś 41 miejsc; WC, umywalnia z zimną wodą; pomieszczenia są ogrzewane piecami i centralnym ogrzewaniem (ogniwa słoneczne); woda deszczowa, agregat i ogniwa fotowoltaiczne zapewniają prąd; zasięg komórkowy.

## Dostęp
- 5,30 h: z Kovinarskiej kočy v Krmi (870 m), przez Przełęcz Końską (Konjsko sedlo)
- 2 h: od Tržaškiej kočy na Doliču (2151 m)
- 2 h: od Vodnikovego domu na Velem polju (1817 m)

## Sąsiednie obiekty turystyczne
- 1 h: do Triglavskiego domu na Kredaricy (2515 m)
- 1.30 h: Triglav (2864 m), przez Mali Triglav (2725 m)
- 1.30 h: Triglav (2864 m), przez Triglavską Przepaść (Triglavska škrbina) (2659 m)